# Harold Guerrero López
Harold Guerrero López (San Juan de Pasto, 25 de noviembre de 1958) es un administrador de empresas y político colombiano, afiliado al partido Cambio Radical.
Fue elegido alcalde de la ciudad del municipio de Pasto, inclusa la ciudad capital de Nariño, en 30 de octubre de 2011, para el período de 2012-2015.